# Styloptera maculata
Styloptera maculata är en tvåvingeart som beskrevs av Carson och Toyohi Okada 1982. Styloptera maculata ingår i släktet Styloptera och familjen daggflugor. Inga underarter finns listade i Catalogue of Life.